# فیلیپ با
فیلیپ با (فرانسوی: Philippe Bas‎؛ زادهٔ ۳۱ اکتبر ۱۹۷۳) بازیگر اهل فرانسه است.
از فیلم‌ها یا برنامه‌های تلویزیونی که وی در آن نقش داشته است، می‌توان به تشکیل پرونده، افسوس که او یک فاحشه است، امپراتوری گرگ‌ها، اسکیت کن یا بمیر، کمیسر لسکو، ناوارو، کژدم و حمله اشاره کرد.